# Stilbus guillebeaui
Stilbus guillebeaui is een keversoort uit de familie glanzende bloemkevers (Phalacridae). De wetenschappelijke naam van de soort werd in 1928 gepubliceerd door Alfred Hetschko.